# Josiah Burr Plumb
Pour les articles homonymes, voir Plumb.
Joseph Burr Plumb (25 mars 1816 – 12 mars 1888) est un homme politique canadien qui fut président du Sénat de 1887 à 1888.